# Lior Tzafriri
Lior Tzafriri (* 9. Mai 1936 in Bukarest; † 24. Februar 2008 in Jerusalem) war ein israelischer Mathematiker.

## Leben
Tzafiri kam 1961 von Rumänien nach Israel. Er erlangte 1964 den Master of Science und wurde 1966 an der Hebräischen Universität in Jerusalem bei Shaul Reuven Foguel (1931–2020) promoviert (Dissertation: Operatoren, die mit Booleschen Algebren von Projektionen kommutieren (Hebräisch)). Anschließend blieb er dort ein Jahr als Lecturer tätig, bevor er als Visiting Assistant Professor an der University of Minnesota, Northwestern University und University of Washington lehrte. 1970 wurde er Senior Lecturer und 1978 (Full) Professor für Mathematik an der Hebräischen Universität. Er starb 2008 während einer Herzoperation in Jerusalem.
Er befasste sich mit Funktionalanalysis und speziell mit der Theorie von Operatoren und Banachräumen. Mit Joram Lindenstrauss verfasste er 1977/79 das Standardwerk Classical Banach Spaces in zwei Bänden (ursprünglich waren vier geplant, die Entwicklung war aber zu stürmisch, so dass die Weiterverfolgung eine vollständige Überarbeitung nötig gemacht hätte). Albrecht Pietsch bezeichnete das Buch als seminal contribution to Functional Analysis und schrieb dazu, dass dessen stimulierende Wirkung kaum überschätzt werden kann, und an anderer Stelle, dass es das bedeutendste Referenzwerk zu Banachräumen der modernen Periode sei. 

## Schriften
- mit Joram Lindenstrauss: Classical Banach spaces (= Lecture Notes in Mathematics. Band 338). Springer, Berlin u. a. 1973, ISBN 3-540-06408-7.
- mit Joram Lindenstrauss: Classical Banach spaces. 2 Bände. Springer, Berlin u. a. 1977, 1979 (Nachdruck in einem Band. ebenda 1996 in der Reihe Classics in Mathematics; ISBN 3-540-60628-9)
- mit Jean Bourgain, P.G. Casazza, J. Lindenstrauss: Banach Spaces with a Unique Unconditional Basis, up to Permutation, Memoirs Amer. Math. Soc. 54, Providence, 1985.
- mit J. Lindenstrauss: On the complemented subspaces problem, Israel J. Math., Band 9, 1971, S. 263–269.
- mit T. Figiel, W. B. Johnson: On Banach lattices and spaces having local unconditional structure, with applications to Lorentz function spaces, J. App. Theory, Band 13, 1975, S. 395–412.
- On Banach spaces with unconditional bases,  Israel J. Math., Band 17, 1974, S. 84–93.
- On the type and cotype of Banach spaces, Israel J. Math., Band 32, 1979, S. 32–38.